# Triphosa packardata
Triphosa packardata är en fjärilsart som beskrevs av Grossbeck 1907. Triphosa packardata ingår i släktet Triphosa och familjen mätare. Inga underarter finns listade i Catalogue of Life.